# Region Loreto
Die Region Loreto [loˈɾeto] (span. Región Loreto, Quechua Luritu suyu) ist die flächenmäßig größte Verwaltungsregion Perus. Sie liegt im Nordosten des Landes. Auf einer Fläche von 368.852 km² (etwas größer als die Bundesrepublik Deutschland) leben 1.039.400 Menschen (2015). Die Hauptstadt ist Iquitos.

## Geographie
Die Region Loreto grenzt im Nordwesten an Ecuador, im Norden an Kolumbien und im Osten an Brasilien. Die Region ist größtenteils von tropischem Regenwald bedeckt. Das Klima ist sehr feucht und heiß. Die durchschnittliche Jahrestemperatur beträgt 26,3 °C. Durch die Flüsse Marañón, Huallaga und Ucayali entsteht hier der Amazonas, der nach Osten hin nach Brasilien fließt.
Auf dem Gebiet der Region befindet sich das größte Naturschutzgebiet Perus, das Pacaya-Samiria.
In der Region Loreto ist unter vielen Anderen auch der Stamm der Aguano ansässig.

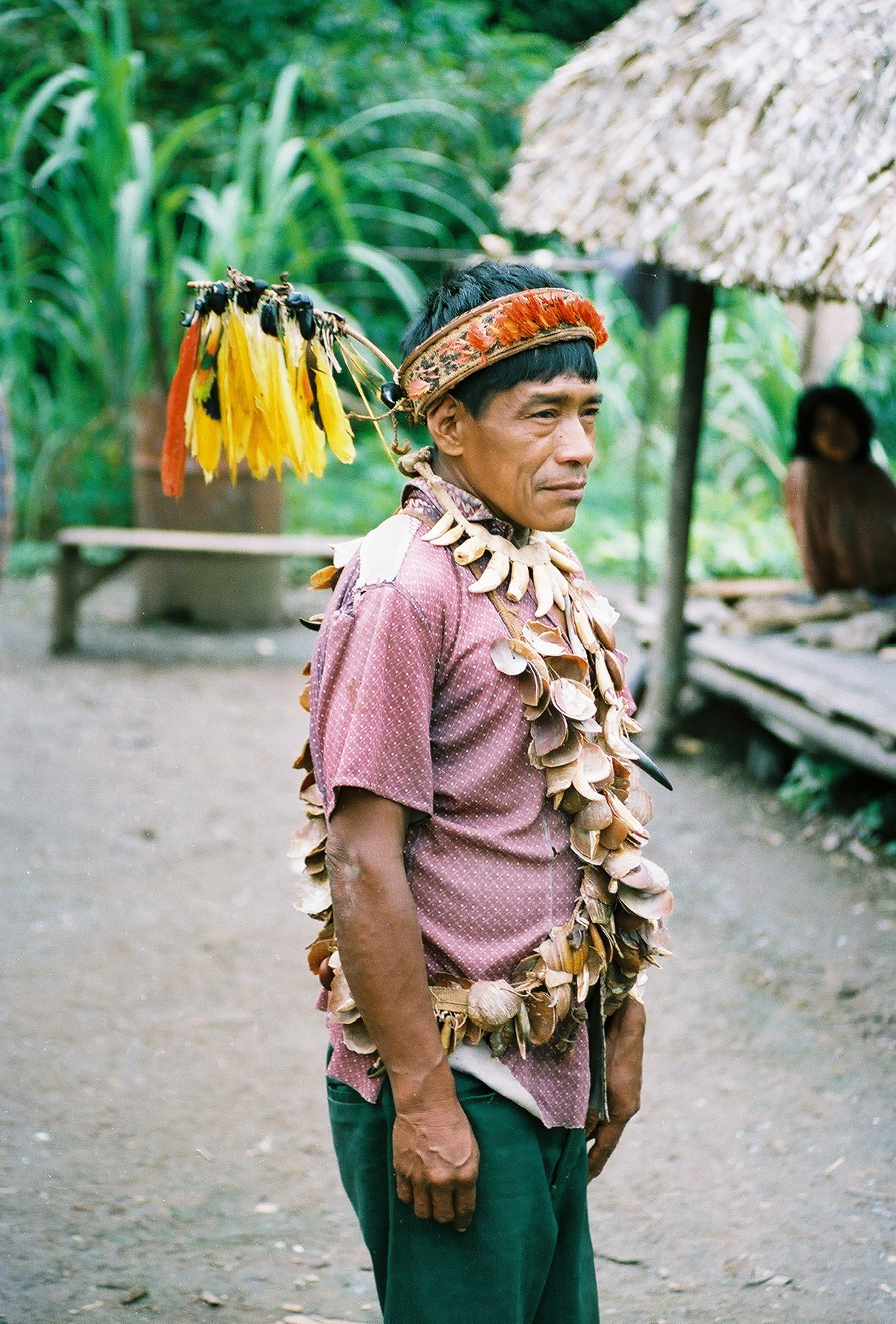
Schamane der Urarina, 1988

## Provinzen
Die Region Loreto unterteilt sich in acht Provinzen und 51 Distrikte.
| Provinz                 | Hauptstadt               |
| ----------------------- | ------------------------ |
| Alto Amazonas           | Yurimaguas               |
| Datem del Marañón       | San Lorenzo              |
| Loreto                  | Nauta                    |
| Mariscal Ramón Castilla | Caballococha             |
| Maynas                  | Iquitos                  |
| Putumayo                | San Antonio del Estrecho |
| Requena                 | Requena                  |
| Ucayali                 | Contamana                |